# William Wrede
Pour les articles homonymes, voir Wrede.
Georg Friedrich Eduard William Wrede (10 mai 1859 - 23 novembre 1906) est un théologien protestant prussien.

## Carrière
Wrede est né à Bücken, une ville située dans le royaume de Hanovre. Il est d'abord professeur adjoint à l'université de Wrocław en 1893 avant d'en devenir professeur titulaire en 1896. Il fait partie de l'École de l'histoire des religions. Il meurt à son bureau en 1906.

## Travaux
Il se fit connaître par ses travaux sur le secret messianique dans l'Évangile selon Marc. Il suggéra que ce silence sur la mission de Jésus était un moyen littéraire et apologétique par lequel les premiers chrétiens pouvaient justifier l'absence de consensus sur ce point. Selon Wrede, la solution imaginée par l'auteur de l'Évangile selon Marc a été de laisser entendre que Jésus a gardé secrète sa fonction messianique auprès de ses proches. Il a aussi publié une étude sur la Deuxième épître aux Thessaloniciens qu'il affirme être inauthentique.
Dans son ouvrage sur Paul, Paulus, il conclut que sans lui, le christianisme n'aurait guère été qu'une branche du judaïsme et qu'il n'aurait eu qu'une faible influence dans le développement futur de la religion. Il conclut que Paul de Tarse a été « le second fondateur du christianisme ». Il a été jusqu'à séparer Paul de ses racines juives affirmant qu'il avait été fortement influencé par certains concepts de l'hellénisme. En raison de cela, la compréhension du dualisme chair/esprit de Paul est semblable à celle de nombreux autres qui comprennent la chair dans un contexte hellénistique ou la matière est par nature corrompue.
Son œuvre est ce que Albert Schweitzer désigne lui-même comme la fin de la première quête du Jésus historique. En 1906, le livre de Schweitzer s'intitule The Quest of the Historical Jesus: A Critical Study of Its Progress from Reimarus to Wrede.

### Œuvres
- Ueber Aufgabe und Methode der sogenannten Neutestamentlichen Theologie, Göttingen 1897. (Published in English as "The Task and Methods of New Testament Theology", in Studies in Biblical Theology, 1973.)
- Das Messiasgeheimnis in den Evangelien, Göttingen 1901. (Published in English as The Messianic Secret, London 1971)
- Paulus, Halle 1904 / Tübingen 1907 (Published in English as Paul, London 1907)
- Die Echtheit des zweiten Thessalonicherbriefes untersucht (The Authenticity of the Second Letter to the Thessalonians investigated), Leipzig 1903.

### Études
- Robert Morgan, The Nature of New Testament Theology: The Contribution of William Wrede and Adolf Schlatter, Minneapolis, Wipf & Stock, 2009.